# Stronnictwo Narodowych Monarchistów
Stronnictwo Narodowych Monarchistów – nacjonalistyczne ugrupowanie monarchistyczne w II Rzeczypospolitej. Środowisko "narodowych-monarchistów" uformowało się wokół pisma "Stalowy Miecz" wydawane od marca 1936 r. pod redakcją Bolesława Kwelli i Romana Cieślaka. W 1937 r. grupa "Stalowego Miecza", występująca dotąd pod szyldem Frontu Nacjonalistycznego utworzyła SNM. Organem ugrupowania stało się pismo "Monarchia Narodowa", wydawane od lipca 1938 r. przez Edwarda hr. Saryusza-Stokowskiego i Władysława hr. Tyszkiewicza. Program SNM "Bóg, Naród i Król" głosił tradycjonalistyczny monarchizm, katolicyzm, nacjonalizm o rasistowskim zabarwieniu, korporacjonizm i imperializm (pod szyldem unii dynastycznej Polski, Czech, Węgier, Litwy, Łotwy i Estonii). SNM pozostawało skonfliktowane zarówno ze środowiskami konserwatywno-monarchistycznymi („Głos Monarchisty” Leszka Gembarzewskiego) jak narodowo-radykalnymi.